# جيمس أوبار
جيمس أوبار (بالإنجليزية: James O'Barr)‏ هو رسام كارتون أمريكي ولد بتاريخ 1 يناير 1960 في ديترويت.

## أعماله
أشهر أعماله هو كوميكس الغراب.

## وصلات خارجية
جيمس أوبار على موقع IMDb (الإنجليزية)
- جيمس أوبار على موقع ألو سيني (الفرنسية)
- جيمس أوبار على موقع قاعدة بيانات الفيلم (الإنجليزية)